# Васильев, Иван Яковлевич (мореплаватель)
Ива́н Я́ковлевич Васи́льев (1797 — 1821 или после 1838) — русский мореплаватель, штурман, исследователь северной части Тихого океана, руководитель первой научной экспедиции глубинных районов рек Нушагак и Кускоквим на Аляске.

## Биография
Родился в 1797 году в небогатой семье и вёл своё происхождение из «обер-офицерских детей». В 1814 году он поступил в штурманские ученики 2-го класса, а в 1817 году стал учеником 1-го класса, в 1819 году — штурманским помощником унтер-офицерского чина. Все эти годы (1814—1820) И. Я. Васильев служил на разных судах, крейсировавших в Балтийском море под началом разных командиров: контр-адмирала А. А. Моллера, капитан-лейтенантов Г. И. Невельского, В. А. Половцева и др. В 1821 году И. Я. Васильев был принят на службу Российско-Американской компании и на бриге «Рюрик» под командованием штурмана 12-го класса Е. А. Клочкова из Кронштадта вокруг мыса Горн пришёл в Ново-Архангельск 7 ноября 1822 года.
Ссылаясь на некий судовой журнал, хранившийся в своё время в Ситхинском архиве, Г. Бэнкрофт сообщает, что в июне 1822 года вместе с В. С. Хромченко на бриге «Головнин» и А. К. Этолиным на кутере «Баранов» вышел из Ново-Архангельска для обследования Бристольского залива, устья реки Кускоквим, залива Нортон и находился с ними в плавании около двух лет. Якобы из-за неприязни между Васильевым и Хромченко начальник экспедиции несколько географических объектов назвал именем Этолина, а именем Васильева назвал в главном (Чиниатском) заливе на Кадьяке лишь подводную скалу, сокрытую водой, коварно грозящую несчастьем входившим в залив судам. Так называемая подводная банка Васильева обнаружена вблизи островов Лесной и Долгий и занесена на карту И. Ф. Васильевым в 1808—1810 годах. Своё название эта скала получила в благодарность картографу Ивану Филипповичу Васильеву, обезопасившему мореплавателям вход в Чиниатский залив.
В 1823—1828 годах И. Я. Васильев под командованием разных командиров (В. С. Хромченко, X. М. Бенземана, П. Е. Чистякова, М. Д. Тебенькова и др.) неоднократно ходил из Ново-Архангельска к Кадьяку, Уналашке, Командорским островам, единожды — в Охотск, трижды — к берегам Калифорнии, в 1824 году на бриге «Рюрик» под командованием В. С. Хромченко — к Гавайским островам. Сам И. Я. Васильев командовал шлюпом «Константин» (1826) и ботом «Бобр» (1828). В 1827 году на шварте брига «Байкал» в порту Сан-Диего (Калифорния) И. Я. Васильев с риском для жизни спас 9 тонувших солдат Мексиканской республики. Подвиг отмечен был благодарственном письме на испанском языке, отчего И. Я. Васильев просил начальство занести это в его послужной список. В том же году И. Я. Васильева произвели в прапорщики корпуса флотских штурманов с выдачей ему 150 руб. на новую униформу за счёт гидрографической службы.
В 1829 и 1830 годах И. Я. Васильев руководил экспедицией по Аляске. Эта экспедиция вошла в историю географического изучения Аляски как первая научная экспедиция, обследовавшая глубинные районы рек Нушагак и Кускоквим. Путевые журналы экспедиций И. Я. Васильева 1829 и 1830 годов до сих пор не найдены. Некоторую информацию из этих журналов использовали Ф. П. Врангель (1839), Л. А. Загоскин (1847), М. Д. Тебеньков (1852), П. А. Тихменев (1963).
19 января 1830 года в Воскресенской церкви в Павловской гавани на Кадьяке прапорщик Иван Яковлевич Васильев венчался с Екатериной, дочерью священника Фрументия Мордовских, от которой родилась дочь Елизавета (1833).
6 апреля 1830 года произведён в звание подпоручика корпуса флотских штурманов. Окончив опись юго-восточного побережья полуострова Аляска летом 1832 г., он снова возвратился в Павловскую гавань. Оттуда И. Я. Васильев 16 ноября 1832 года прибыл в Ново-Архангельск и продолжил свою службу первоначально «при береге» под непосредственным начальством главного правителя колоний Ф. П. Врангеля.
2 мая 1834 года И. Я. Васильев вышел на шлюпе «Ситха» из Ново-Архангельска в Охотск. Через всю Сибирь он направлялся в Санкт-Петербург, где 15 февраля 1835 года узнал о произведении его в звание поручика корпуса флотских штурманов. Служил на Балтийском море, но мечтал вернуться в Русскую Америку и окончить исследования в районе Юкона и залива Нортон.
7 июля 1838 года является последней известной датой в жизни И. Я. Васильева. Однако, историк российского флота Н. А. Ивашинцов, составляя список участников русских кругосветных плаваний в 1872 году, отметил, что Иван Васильев, участник плавания на бриге «Рюрик» под командованием Е. А. Клочкова в 1821 году, «скончался на службе поручиком».

## Сведения
Информация о штурмане Иване Яковлевиче Васильеве сохранилась в разрозненных архивных записях, упоминаниях другими исследователя в своих работах, отчего не все данные о жизни и смерти мореплавателя однозначны. Долгое время имена И. Я. Васильева и И. Ф. Васильева объединялись в одну биографию. Догадка о том, что в исследовании Аляски в разное время принимали участие два морских офицера-однофамильца, принадлежит американскому историку У. Г. Доллу, составившему наиболее полный хронологический перечень русских географических исследований на Аляске. Обширную работу по собиранию информации в архивах России и США и установлению личностей и судеб однофамильцев штурманов Васильевых проделала российский историк, этнограф Светлана Григорьевна Фёдорова.